# Загребаєв Анатолій Андрійович
Анатолій Андрійович Загребаєв (рос. Анатолий Андреевич Загребаев; нар. 16 листопада 1959, Жуковський, Московська область, РРФСР) — радянський та російський футболіст, виступав на позиції нападника та півзахисника.

## Життєпис
Вихованець СДЮШОР «Спартак» (Москва). У першості СРСР дебютував в 1987 році в команді другої ліги «Червона Пресня» (Москва). У 1979 році грав у дублі «Спартака». У 1981-1984 роках у другій лізі в складі «Динамо» (Вологда) зіграв 111 матчів, відзначився 29 голами. У жовтня 1984 році провів два матчі у вищій лізі за «Дніпро» (Дніпропетровськ) — проти «Пахтакора» і «Спартака». У 1986 році зіграв три матчі за дубль «Спартака», сезони 1986-1987 років провів у «Червоній Пресні». Потім виступав за «Спартак» Орджонікідзе (1988), «Сатурн» Раменське (1989-1990), «Динамо» Вологда (1991-1993), ФК «Тарнеле» (Швеція) (1993-1996). Повернувшись до Росії, грав на аматорському рівні за «Гігант» Воскресенськ (1997) і «Метеор» Жуковський (1998-2000).
Закінчив Московський обласний державний інститут фізичної культури. Майстер спорту СРСР, майстер спорту Росії. Старший тренер-викладач з футболу, заступник директора ЦДЮС, директор стадіону «Вимпел» Жуковський, тренер СК «Метеор».